# Premna micrantha
Premna micrantha là một loài thực vật có hoa trong họ Hoa môi. Loài này được Schauer miêu tả khoa học đầu tiên năm 1847.